# Couvin
Couvin (wa. Couvén) – miasto w Belgii, w Regionie Walońskim, w prowincji Namur, w okręgu Philippeville. 1 stycznia 2024 roku liczyło 13 907 mieszkańców. Pod względem powierzchni jest największym miastem w prowincji.

## Podział administracyjny
W skład miasta wchodzi 13 dzielnic (section):
- Aublain
- Boussu-en-Fagne
- Brûly-de-Pesche
- Cul-des-Sarts
- Dailly
- Frasnes-lez-Couvin
- Gonrieux
- Le Brûly
- Mariembourg (Marienburg)
- Pesche
- Petigny
- Petite-Chapelle
- Presgaux

## Współpraca
Miejscowość partnerska:
- Montbard, Francja